# لورين غوندرسون
لورين غوندرسون (بالإنجليزية: Lauren Gunderson)‏ هي كاتِبة وكاتبة مسرحية أمريكية، ولدت في 5 فبراير 1982.

## وصلات خارجية
- الموقع الرسمي